# Bâtiment de l'ancienne administration du district à Veliko Gradište
Le bâtiment de l'ancienne administration du srez à Veliko Gradište (en serbe cyrillique : Зграда Старог среског начелства Великом Градишту ; en serbe latin : Zgrada Starog sreskog načelstva Velikom Gradištu) se trouve à Veliko Gradište, dans le district de Braničevo, en Serbie. Il est inscrit sur la liste des monuments culturels protégés de la république de Serbie (identifiant no SK 566).

## Présentation
Le bâtiment est situé dans le secteur où se trouvait probablement l'antique cité de Pincum, près de la rive du Danube. Il a été construit en 1892 selon un projet de Milorad Ruvidić, l'un des plus grands architectes serbes de la fin du XIXe siècle et du début du XXe siècle. En plus de l'administration du srez, l'édifice abritait aussi la poste et le télégraphe.
Le bâtiment, de plan complexe, est situé dans l'alignement de la place aux grains et des rues Miroslava Tirše et Sarajevska. Sa conception architecturale d'ensemble est celle de la symétrie pure, inspirée des principes de la Renaissance ; cette symétrie s'organise à partir de la partie angulaire de l'édifice qui abrite l'entrée principale. Les façades latérales sont constituées d'un rez-de-chaussée et d'un étage avec des ruptures angulaires ovales particulièrement accentuées grâce à des dômes élancés. L'avancée centrale constitue l'élément dominant de l'ensemble ; le rez-de-chaussée et l'étage sont surmontés d'une sorte de tour d'un étage supplémentaire avec un dôme octogonal massif en forme de pyramide tronquée.
Toutes les façades sur rue sont richement ornées avec des pilastres et une corniche conçus dans un style académique ; cette décoration est complétées d'éléments plastiques de style Sécession.

### Note
1. ↑  À l'époque de la principauté de Serbie, le « srez » était une subdivision administrative intermédiaire entre le district (okrug) et la municipalité (opština). Cette subdivision a été abolie en 1965.